# Keith Parkinson
Keith Parkinson, född 22 oktober 1958, död 26 oktober 2005, var en amerikansk spelkonstruktör som tillsammans med Luke Peterschmidt konstruerade samlarkortspelet Guardians.

## Fotnoter
1. 1 2  Internet Speculative Fiction Database, ISFDB författar-ID: 8808, läst: 9 oktober 2017.[källa från Wikidata]
2. 1 2 3  NooSFere, NooSFere författar-ID: -48188, läst: 9 oktober 2017.[källa från Wikidata]
3. ↑  BD Gest', BD Gest' author-ID: 36598, läst: 9 oktober 2017.[källa från Wikidata]
4. ↑  läs online, www.paperspencils.com .[källa från Wikidata]
5. 1 2  läs online, asfa-art.com , läst: 25 januari 2025.[källa från Wikidata]